# Thierry de Gruben
Thierry baron de Gruben (Antwerpen, 17 november 1941) is een Belgisch voormalig diplomaat.

## Levensloop
Thierry de Gruben is een telg uit het geslacht De Gruben. Hij promoveerde tot doctor in de rechten aan de Katholieke Universiteit Leuven. Hij trad in dienst bij Buitenlandse Zaken in 1969. Hij maakte deel uit van de Belgische delegatie bij de NAVO tot 1970. Vervolgens was hij secretaris in Moskou (1971-1976), secretaris en eerste secretaris in Londen (1976-1980), consul-generaal in Bombay (1980-1982), adviseur van minister van Buitenlandse Zaken Leo Tindemans (1982-1985).
De Gruben was ambassadeur in Warschau (1985-1990) en Moskou (1990-1995). Hierna werd hij speciaal gezant voor Oost-Slavonië. Hij was permanent vertegenwoordiger bij de NAVO (1997-2002) en ambassadeur in Londen (2002-2006).